# Marine royale du Brunei
La Marine royale du Brunei (malais : Tentera Laut Diraja Brunei , en abrégé TLDB) est la force de défense navale du Brunei. Il s'agit d'une force petite mais relativement bien équipée dont la principale responsabilité est de mener des missions de recherche et sauvetage et de défendre les eaux territoriales du Brunei contre les attaques lancées par des forces maritimes. 
La marine royale a été créée le 14 juin 1965, l unité créée après les Forces armées royales du Brunei. Elle est basée à 4 km de la ville de Muara, la majorité des équipages étant des Malais. Depuis 1977, la marine royale est équipée de Bateaux lance-missiles et de patrouilleurs côtiers. Tous les noms des navires sont préfixés KDB (Kapal Diraja Brunei). Elle est commandée par le premier amiral Dato Seri Pahlawan Norazmi depuis le 13 mars 2015 .

## Historique
La Marine royale du Brunei a été créée le 14 juin 1965, quatre ans après la formation des Forces armées royales du Brunei. Elle était initialement connue sous le nom de Section des bateaux des Forces armées royales de Brunei. Son effectif n'était que de 18, dont un officier du premier bataillon qui avait suivi un cours militaire de base en Malaisie de 1961 jusqu'en 1964. Cette section de bateaux était équipée d'un certain nombre de bateaux en aluminium, appelés Temuai en malais et de bateaux d'attaque rapide. Le rôle de la Section des bateaux était uniquement d'assurer le transport de l'infanterie à l'intérieur du Brunei. L'organisation s'étant développée grâce à une croissance économique stable, la Section des bateaux a été renommée Boat Company en 1966 en recevant 3 bateaux de patrouille fluviale en 1966. Ces bateaux s'appelaient KDB Bendahara, KDB Maharajalela et KDB Kermaindera. Tous les navires étaient dirigés par des Brunéiens, dirigés par un commandant qualifié. La même année, la force de la Boat Company a été renforcée avec des aéroglisseurs de type SR.N5, suivis de SR.N6 en 1968.
Le premier bateau de patrouille rapide a été accepté en 1968 et nommé KDB Pahlawan. Il est devenu le premier navire amiral de la Boat Company. La Boat Company a été réorganisée en 1er bataillon naval, avec un effectif de 42 personnes, dont un officier, tandis que la flotte se composait d'un bateau de patrouille rapide, de 3 bateaux de patrouille fluviale, de 2 aéroglisseurs, de bateaux d'assaut rapides, de quelques bateaux longs et de Temuai (bateaux en aluminium). En 1971, le premier bataillon naval a reçu deux autres patrouilleurs côtiers, le KDB Saleha et le KDB Masna. Le premier bataillon  a été réorganisé le 1er octobre 1991 sous le nom de Marine royale du Brunei en raison de la croissance des forces armées au Brunei après son indépendance du Commonwealth.

## Flotte
| Classe ou nom        | Image                | Origine                                           | Type                        | Nombre | Entrée en service | Details | Bateaux                                                           |
| -------------------- | -------------------- | ------------------------------------------------- | --------------------------- | ------ | ----------------- | --- | ----------------------------------------------------------------- |
| Classe Darussalam    |                      | Lürssen, Brême, Allemagne                         | Patrouilleur                | 4      | 2011-2014         | 80 mètres Armement : - 1 × canon Bofors 57 mm Mk3 - 2 x 1 Canon de 20 mm Oerlikon - 4 × Exocet MM40 Block 3               | 06 Darussalam 07 Darulehsan 08 Darulaman 09 Daruttaqwa            |
| Classe Itjihad       | KDB Syafaat (FPB-19) | Lürssen, Brême, Allemagne                         | Patrouilleur côtier         | 4      | 2010              | 41 mètres Armement : - 1 x canon Mauser BK-27 de 27 mm - 2 x 1 mitrailleuse de 12.7 mm                                    | 17 Itjihad 18 Berkat 19 Syafaat 20 Afiat                          |
| Classe Mustaed       |                      | Marinteknik Shipyard Tuas, Singapour              | Navire d'attaque rapide     | 1      | 2011              | 27 mètres (conception Lürssen Werft FIB25-012) Armement : - 2 x 1 mitrailleuse de 7.62 mm                                 | 21 Mustaed                                                        |
| Classe Waspada       |                      | Vosper Thornycroft, Singapour                     | Navire d'attaque rapide     | 3      | 1978–1979         | 37 mètres Armement : - 2 x 1 Oerlikon 30 mm GCM-BO1 - 2 Aérospatiale Exocet MM38 (removed)                                | P02 Waspada(Indonésie) P03 Pejuang(Indonésie) P04 Seteria         |
| Classe Perwira       |                      | Vosper Thornycroft, Portsmouth Angleterre         | Patrouilleur côtier         | 3      | 1974-1975         | variante de Malaysian PX class bateau de police. Armement : - 1 x canon de 20 mm Oerlikon - 2 x 1 mitrailleuse de 7.62 mm | KDB Perwira (P14) KDB Penyerang (P15) KDB Pemburu (P16)           |
| Classe Serasa        |                      | Transfield Shipbuilding, Henderson, Australie     | Embarcation de débarquement | 2      | 1996              | Armement : - 2 x 1 canon de 20 mm Oerlikon - 2 x 1 mitrailleuse de 7.62 mm                                                | L33 Serasa L34 Teraban                                            |
| Classe Teraban       |                      | Cheverton Workboats, Cowes Angleterre             | Landing craft utility       | 2      | 1976-1977         | Non armé et transporte 30 tonnes de marchandises                                                                          | L31 Damuam L32 Puni                                               |
| Classe KH-27         |                      | Brunei                                            | Patrouilleur côtier         | 5      | 2018              | Armement : - 3 x 1 mitrailleuse de 7.62 mm                                                                                | BT01-TD BT02-TD BT03-TD BT04-TD BT05-TD                           |
| Classe Pahlawan      |                      | Vosper & Company, Portchester Angleterre          | Vedette-torpilleur          | 1      | 1966              | Armement : - 1 x Mk.38 de 2.25 mm                                                                                         | KDB Pahlawan (P01)                                                |
| Classe Bendeharu     |                      | PT Pal Batam Shipbuilder, Surabaya, Indonésie     | Patrouilleur côtier         | 3      | 1966              | Police maritime Armement : - 1 mitrailleuse de 12.7 mm                                                                    | Benderharu (P21) Maharajalela (P22) Kemaindera (P23)              |
| Classe 14.5 mètres   |                      | Singapore Shipbuilding and Engineering, Singapour | Patrouilleur côtier         | 7      | 1987              | Police maritime Arm2ment : - 1 mitrailleuse de 7.62 mm                                                                    | PDB11 PDB12 PDB13 PDB14 PDB15 PDB63 PDB68                         |
| Classe PDB 0-1 class |                      | Singapore Shipbuilding and Engineering, Singapour | Patrouilleur côtier         | 11     | 1987              | Police maritime | PDB01 PDB02 PDB03 PDB04 PDB05 PDB06 PDB07 PDB08 PDB09 PDB10 PDB11 |
| YFL                  |                      | Cheverton Boatworks, Cowes Angleterre             | Chaloupe                    | 1      | 1982              | | Burong Nuri                                                       |
| Classe FDB-512       |                      | Rotork Marine, Bath Angleterre                    | Patrouilleur côtier         | 2      | 1978              | Armement : - 1 mitrailleuse de 7.62 mm                                                                                    | S24 Behagia S26 Selmat                                            |
| Classe Saleha        |                      | Vosper Thornycroft, Portsmouth Angleterre         | Patrouilleur côtier         | 2      | 1971              | Armement : - 2 x 1 mitrailleuse de 7.62 mm                                                                                | KDB Saleha (P11) KDB Masna (P12)                                  |
| Classe SR.N5         |                      | Westland Aircraft, Angleterre                     | Hovercraft                  | 2      | 1966-1968         | Non armé | SR.N5 SR.N6                                                       |

## Autres bâtiments

### Patrouille fluviale
- 01 Aman
- 02 Damai
- 04 Sentosa
- 06 Sejahteru

Les ministères des pêches et de l'industrie exploitent également des patrouilleurs de 16 mètres construits par les chantiers navals Syarikat Cheoy Lee (livrés en 2002).

### Équipement historique
Classe Palawan :
- KDB Pahlawan
- KDB Bakti

Classe Bung Tomo (Corvettes F2000).
La marine royale, durant sa modernisation et celle  de sa base navale de Muara, fit l'achat de 3 corvettes de construction britannique auprès de BAE Systems Naval Ships, en Écosse. Le contrat avait été attribué à GEC-Marconi en 1995 et les corvettes de la classe Nakhoda Ragam ont été lancés en janvier 2001, juin 2001 et juin 2002 au chantier naval de BAE Systems à Scotstoun. Ceux-ci ont été achevés mais n'ont pas été livrés en raison des affirmations du Brunei selon lesquelles les navires ne répondaient pas aux spécifications requises.
Les navires sont armés de missiles antinavires MBDA Exocet Block II et de missiles sol-air MBDA Sea Wolf. Le différend contractuel fit l'objet d'un arbitrage. Le sultan de Brunei avait l'intention de vendre  les trois corvettes construites pour 600 millions de livres sterling. Lorsque le différend fut réglé, les navires ont été remis aux services techniques de la marine royale de Brunei en juin 2007. En 2007, Brunei a passé un contrat avec le chantier naval allemand de Lürssen pour trouver un nouveau client pour les trois navires restés en dépôt à Barrow-in-Furness. Ils ont enfin été achetés par la marine indonésienne et renommés classe Bung Tomo.